# Sisimite
El Sisimite (del náhuatl: tsitsimitl ‘persona de mal genio’‘deriva de sisinia, estar enojado’) o Itacayo es un ser sobrenatural, protagonista de leyendas y mitos de Honduras y en menor medida en Guatemala, Nicaragua y El Salvador. El Sisimite es una de las leyendas más conocidas del territorio hondureño. Se relaciona con las tzitzimimeh de la mitología nahua.

## Descripción
Según el explorador e historiador hondureño, Jesús Aguilar Paz (1895-1974), el Sisimite o Itacayo habita en lo más alto de las montañas hondureñas, más concretamente en las inaccesibles cavernas que en éstas se encuentran. El dr. Aguilar también explica que el Sisimite se alimenta de las bayas silvestres que la montaña le provee y que no es un ser carnívoro ni cazador, sin embargo, generalmente baja al pueblo a secuestrar mujeres para llevarlas a su caverna y violarlas, y que supuestamente de esa unión nacen los hombres simio.
El Sisimite es una criatura humanoide, con pelaje negro o marrón oscuro, mucho más grande que una persona promedio, con rostro humanoide pero con rasgos de simio. Posee una fuerza descomunal capaz de romper huesos de un golpe.
Según las descripciones de la leyenda guatemalteca, el Sisimite además posee los pies al revés, es decir que las huellas dejadas por este ser que aparentemente muestran el camino que siguió, en realidad están al sentido contrario.
El arzobispo católico y arqueólogo italiano Federico Lunardi (1880-1954), quien fue un importante estudioso de la cultura hondureña, asocia al Sisimite con el dios maya Chaac, ya que según algunos pobladores de las zonas aledañas donde se cree que el Sisimite habitaba, se podían encontrar huellas enormes de manos en la parte de arriba de las cavernas.
La antropóloga franco-estadounidense Anne Chapman (1922-2010) describe al Sisimite como un ser antropomórfico parecido a un oso y que además tiene los pies al revés. En algunos pueblos se cree que además de comer frutas silvestres, el Sisimite gusta de comer cenizas calientes luego de un incendio.
En la República de El Salvador, en el departamento de San Vicente, se encuentra un lugar llamado: Poza del Sisimite, la cual está contigua a otra poza turística llamada: Poza Azul. En dicha zona se encuentran fósiles en las piedras de yeso o piedras pomas, que al abrirlas, se descubren hojas y peces petrificados. Existe una leyenda de esa zona en El Salvador, en la cual cuentan los oriundos del lugar, que hace algunas décadas atrás, encontraron una fémur gigante y que quien lo encontró, lo utilizaba como "tranca" para afianzar la puerta de su casa. Dicho fémur ya no se encuentra en el lugar, la leyenda dice que por parte del Gobierno de El Salvador llegaron por dicho fémur y que se lo llevaron para donarlo al Vaticano. Cierto o no, lo que si nos consta es que al llegar a la poza del Sisimete, hemos abierto algunas piedras pomas y en las cuales en efecto, encontramos hojas y peces en el interior de las mismas.

## Leyenda popular
La leyenda cuenta que cierto día, el Sisimite bajó de la montaña y raptó a una mujer para llevársela a su cueva. Los pobladores dieron a la mujer por muerta hasta que meses después de su desaparición fue encontrada cerca del pueblo, ella relató la historia más conocida acerca de esta criatura. Según ella, dio a luz a tres niños-simios, producto de la violación del Sisimite, hasta que un día logra escapar de la cueva y siendo perseguida corrió hasta toparse con un río, el cual ella cruzó nadando, pero el Sisimite se quedó al otro lado del río y alzó a los niños que habían procreado, con la esperanza de hacerla cambiar de opinión, sin embargo la mujer corrió lejos y apenas pudo ver como el Sisimite, molesto, arrojó a sus hijos al río, donde murieron ahogados.